# America's Next Top Model
America's Next Top Model é um reality show competitivo criado e apresentado pela supermodelo Tyra Banks.
O primeiro "ciclo" (como são denominadas as temporadas) estreou em 20 de maio de 2003 e foi um dos programas de maior audiência do UPN, canal que até então apresentava o programa. O sétimo ciclo serviu de abertura para a programação do canal CW, união entre o UPN e o canal Warner Bros.
O tema inicial é cantado por Tyra Banks e é produzido por Rodney "Darkchild" Jerkins. Banks ainda co-produziu o programa com Ken Mok e Anthony Dominici.
No Brasil, é transmitido pelo canal de televisão a cabo Sony nos intervalos de temporada de outro reality show, American Idol. O Brasil teve uma versão nacional do programa, o Brazil's Next Top Model. Em Portugal, é transmitido pelo canal a cabo Sic Mulher número 17 . Portugal já teve uma versão nacional "À Procura do Sonho" no Canal SIC número 3
Além disso, o programa humorístico Batalha das Modelos, da MTV brasileira, apresentado pela modelo e apresentadora Daniela Cicarelli, e o reality show Apartamento das Modelos, da RedeTV!, foram levemente inspirados no programa.
Depois de 12 anos no ar e 22 temporadas, o reality show chegou ao fim em 4 de dezembro de 2015.
Em fevereiro de 2016 foi anunciado que o programa foi comprado pela emissora VH1. Tyra Banks não voltou à apresentar o programa, mas continuou atuando como produtora executiva. Foi anunciado oficialmente que Rita Ora seria a apresentadora da 23ª temporada.
Para a 24ª temporada do programa, foi anunciado que Tyra Banks voltaria a ser à apresentadora do programa. A noticia foi dada pela mesma pela sua conta na rede social Twitter.

## Programa
Cada ciclo do programa começa com 10 a 14 garotas aprendizes de modelos, que convivem durante três meses juntas em uma luxuosa casa e passam por provas de fotografia, passarela, vídeo, atuação e personalidade. Geralmente, uma é eliminada por episódio, exceto em casos esporádicos aonde há uma eliminação dupla ou um episódio não possuir eliminação.
Durante o episódio, geralmente as garotas recebem mensagens enigmáticas da sua mentora Tyra Banks através dos chamados "Tyra Mail" (Correio da Tyra), que trazem dicas dos desafios ou da sessão de fotos/vídeo.
A vencedora do desafio da semana sempre ganha algum prêmio interessante, como a visita da família, jóias, roupas, ou benefícios que as mantêm a frente das outras competidoras. Em alguns casos, a vencedora do desafio faz um trabalho de verdade, que seria publicado em uma revista ou na televisão.
Em um certo momento do programa, as garotas restantes fazem uma viagem internacional para conheceram a cultura fashion de outros locais, como França, Jamaica e Tailândia.
A cada final de episódio, as garotas vão à Judge Room (sala de julgamentos), onde são analisadas por gurus da moda, que, juntamente com Tyra, decidem quem será eliminada.
No episódio final, as duas garotas restantes gravam um comercial para a CoverGirl, tiram uma foto promocional para a mesma (a foto promocional para a CoverGirl começou no ciclo 3, enquanto o comercial começou no ciclo 4) e ainda desfilam em um super fashion show, que servirão de testes para os juízes anunciarem quem será a vencedora.
Até o ciclo 12, o programa teve como prêmio um contrato com a agência internacional de modelos Elite Model Management, um contrato de US$ 100.000 com a empresa de cosméticos CoverGirl, e ainda a capa e mais seis páginas de um editorial de moda na revista Seventeen Magazine. Nos ciclos 13 e 14, a agência Elite foi substituída por Whilhelmina Models. No ciclo 15, a agência escolhida para premiar a vencedora foi IMG Models, sendo que esta aparecerá também na Vogue Italia e Beauty In Vogue, além do clássico contrato de 100.000 dólares com CoverGirl.
Em edições anteriores, as vencedoras tiveram contratos com a Ford Models, com a IMG Models, capa da Marie Claire e da ELLE Magazine.
O time de jurados contém personalidades famosas do mundo da moda. Desde o Ciclo 14, é composto por André Leon Talley (editor de moda da Vogue EUA), Nigel Barker (ex-modelo e fotógrafo de moda), e Tyra Banks. Ainda participam do show Jay Manuel (diretor de fotografia, além de apresentador da segunda temporada da versão canadense do programa) e Jay Alexander (conhecido como "Miss Jay", treinador de passarela).
Passaram pelo programa jurados como Janice Dickinson (auto-declarada a primeira supermodelo estadunidense), Beau Quillian (diretor-chefe da revista Marie Claire e Seventeen), Eric Nicholson (editor da revista Cosmopolitan), Nolé Marin (personal stylist), Kimora Lee Simmons (ex-modelo e designer da Baby Phat), Paulina Porizkova (modelo tcheca)  e Twiggy (ex-modelo inglesa, ícone da moda dos anos 60).

Para a 23ª temporada, Tyra Banks foi substituída pela modelo e cantora Rita Ora como jurada principal e apresentadora. Ela foi acompanhada pela modelo Ashley Graham, Drew Elliot e pelo treinador de passarela/especialista em moda Law Roach.

Para a 24ª temporada, Tyra Banks volta como jurada principal e apresentadora. Foi anunciado pelo site da emissora VH1 que Ashley Graham, Drew Elliot e Law Roach continuarão como jurados.

### Lista de Jurados
| Judge              | Cycle      | Cycle      | Cycle      | Cycle      | Cycle        | Cycle        | Cycle        | Cycle     | Cycle     | Cycle     | Cycle     | Cycle        | Cycle     | Cycle      | Cycle      | Cycle      | Cycle      | Cycle      | Cycle     | Cycle     | Cycle     | Cycle     | Cycle        | Cycle     |
| Judge              | 1          | 2          | 3          | 4          | 5            | 6            | 7            | 8         | 9         | 10        | 11        | 12           | 13        | 14         | 15         | 16         | 17         | 18         | 19        | 20        | 21        | 22        | 23           | 24        |
| ------------------ | ---------- | ---------- | ---------- | ---------- | ------------ | ------------ | ------------ | --------- | --------- | --------- | --------- | ------------ | --------- | ---------- | ---------- | ---------- | ---------- | ---------- | --------- | --------- | --------- | --------- | ------------ | --------- |
| Tyra Banks         | Principal  | Principal  | Principal  | Principal  | Principal    | Principal    | Principal    | Principal | Principal | Principal | Principal | Principal    | Principal | Principal  | Principal  | Principal  | Principal  | Principal  | Principal | Principal | Principal | Principal | Participação | Principal |
| Janice Dickinson   | Principal  | Principal  | Principal  | Principal  | Participação | Participação | Participação |           |           |           |           |              |           |            |            |            |            |            |           |           |           |           |              |           |
| Kimora Lee Simmons | Principal  |            |            |            |              |              |              |           |           |           |           |              |           |            |            |            |            |            |           |           |           |           |              |           |
| Beau Quillian      | Principal  |            |            |            |              |              |              |           |           |           |           |              |           |            |            |            |            |            |           |           |           |           |              |           |
| J. Alexander       | Recorrente | Recorrente | Recorrente | Recorrente | Principal    | Principal    | Principal    | Principal | Principal | Principal | Principal | Principal    | Principal | Recorrente | Recorrente | Recorrente | Recorrente | Recorrente |           |           | Principal | Principal |              |           |
| Nigel Barker       |            | Principal  | Principal  | Principal  | Principal    | Principal    | Principal    | Principal | Principal | Principal | Principal | Principal    | Principal | Principal  | Principal  | Principal  | Principal  | Principal  |           |           |           |           |              |           |
| Eric Nicholson     |            | Principal  |            |            |              |              |              |           |           |           |           |              |           |            |            |            |            |            |           |           |           |           |              |           |
| Nolé Marin         |            | Recorrente | Principal  | Principal  |              |              |              |           |           |           |           | Participação |           |            |            |            |            |            |           |           |           |           |              |           |
| Twiggy             |            |            |            |            | Principal    | Principal    | Principal    | Principal | Principal |           |           |              |           |            |            |            |            |            |           |           |           |           |              |           |
| Paulina Porizkova  |            |            |            |            |              |              |              |           |           | Principal | Principal | Principal    |           |            |            |            |            |            |           |           |           |           |              |           |
| André Leon Talley  |            |            |            |            |              |              |              |           |           |           |           |              |           | Principal  | Principal  | Principal  | Principal  |            |           |           |           |           |              |           |
| Kelly Cutrone      |            |            |            |            |              |              |              |           |           |           |           |              |           |            |            |            |            | Principal  | Principal | Principal | Principal | Principal |              |           |
| Bryanboy           |            |            |            |            |              |              |              |           |           |           |           |              |           |            |            |            |            |            | Principal | Principal |           |           |              |           |
| Rob Evans          |            |            |            |            |              |              |              |           |           |           |           |              |           |            |            |            |            |            | Principal | Principal |           |           |              |           |
| Rita Ora           |            |            |            |            |              |              |              |           |           |           |           |              |           |            |            |            |            |            |           |           |           |           | Principal    |           |
| Ashley Graham      |            |            |            |            |              |              |              |           |           |           |           |              |           |            |            |            |            |            |           |           |           |           | Principal    | Principal |
| Drew Elliott       |            |            |            |            |              |              |              |           |           |           |           |              |           |            |            |            |            |            |           |           |           |           | Principal    | Principal |
| Law Roach          |            |            |            |            |              |              |              |           |           |           |           |              |           |            |            |            |            |            |           |           |           |           | Principal    | Principal |

## Ciclos
| Ciclo | Estreia                 | Vencedora         | 2º lugar               | Outras competidoras, em ordem de eliminação | Destino(s)              |
| ----- | ----------------------- | ----------------- | ---------------------- | --- | ----------------------- |
| 1     | 20 de maio de 2003      | Adrianne Curry    | Shannon Stewart        | Tessa Carlson, Katie Cleary, Nicole Panattoni, Ebony Haith, Giselle Samson, Kesse Wallace, Robin Manning, Elyse Sewell | Paris                   |
| 2     | 13 de janeiro de 2004   | Yoanna House      | Mercedes Scelba-Shorte | Anna Bradfield, Bethany Harrison, Heather Blumberg, Jenascia Chakos, Xiomara Frans, Catie Anderson, Sara Racey-Tabrizi, Camille McDonald, April Wilkner, Shandi Sullivan                                                          | Milão, Como e Verona    |
| 3     | 22 de setembro de 2004  | Eva Pigford       | Yaya DaCosta           | Magdalena Rivas², Leah Darrow, Julie Titus, Kristi Grommet, Jennipher Frost, Kelle Jacob, Cassie Grisham, Toccara Jones, Nicole Borud, Norelle Van Herk, Ann Markley, Amanda Swafford                                             | Montego Bay Tóquio      |
| 4     | 2 de março de 2005      | Naima Mora        | Kahlen Rondot          | Brita Petersons, Sarah Dankelman, Brandy Rusher, Noelle Staggers, Lluvy Gomez, Tiffany Richardson³, Rebecca Epley³, Tatiana Dante, Michelle Deighton, Christina Murphy, Brittany Brower, Keenyah Hill                             | Cidade do Cabo          |
| 5     | 21 de setembro de 2005  | Nicole Linkletter | Nik Pace               | Ashley Black, Ebony Taylor, Cassandra Whitehead¹, Sarah Rhoades, Diane Hernández, Coryn Woitel, Kyle Kavanagh, Lisa D'Amato, Kim Stolz, Jayla Rubinelli, Bre Scullark                                                             | Londres                 |
| 6     | 8 de março de 2006      | Danielle Evans    | Joanie Dodds           | Kathy Hoxit, Wendy Wiltz, Kari Schmidt, Gina Choe, Mollie Sue Steenis-Gondi, Leslie Mancia, Brooke Staricha, Nnenna Agba, Furonda Brasfield, Sara Albert, Jade Cole                                                               | Bangkok e Phuket        |
| 7     | 20 de setembro de 2006  | CariDee English   | Melrose Bickerstaff    | Christian Evans, Megan Morris, Monique Calhoun, Megg Morales, AJ Stewart, Brooke Miller, Anchal Joseph, Jaeda Young, Michelle Babin, Amanda Babin, Eugena Washington                                                              | Barcelona               |
| 8     | 28 de fevereiro de 2007 | Jaslene Gonzalez  | Natasha Galkina        | Kathleen DuJour, Samantha Francis, Cassandra Watson, Felicia Provost, Diana Zalewski, Sarah VonderHaar, Whitney Cunningham, Jael Strauss, Brittany Hatch, Dionne Walters, Renee Alway                                             | Sydney                  |
| 9     | 19 de setembro de 2007  | Saleisha Stowers  | Chantal Jones          | Mila Bouzinova, Kimberly Leemans, Victoria Marshman, Janet Mills, Ebony Morgan¹, Sarah Hartshorne, Ambreal Williams, Lisa Jackson, Heather Kuzmich, Bianca Golden, Jenah Doucette                                                 | Pequim e Shangai        |
| 10    | 20 de fevereiro de 2008 | Whitney Thompson  | Anya Kopp              | Kimberly Rydzewski¹, Atalya Slater, Allison Kuehn, Amis Jenkins, Marvita Washington, Aimee Wright, Claire Unabia, Stacy Ann Fequiere, Lauren Utter, Katarzyna Dolińska, Dominique Reighard, Fatima Siad                           | Roma                    |
| 11    | 3 de setembro de 2008   | McKey Sullivan    | Samantha Potter        | ShaRaun Brown, Nikeysha Clarke, Brittany Rubalcaba, Hannah White², Isis King, Clark Gilmer, Lauren Brie Harding, Joslyn Pennywell, Sheena Sakai, Elina Ivanova, Marjorie Conrad, Analeigh Tipton                                  | Amsterdam               |
| 12    | 4 de março de 2009      | Teyona Anderson   | Allison Harvard        | Isabella Falk, Jessica Santiago, Nijah Harris, Kortnie Coles, Sandra Nyanchoka, Tahlia Brookins, London Levi-Nance, Natalie Pack, Fo Porter, Celia Ammerman, Aminat Ayinde                                                        | São Paulo               |
| 13    | 9 de setembro de 2009   | Nicole Fox        | Laura Kirkpatrick      | Lisa Ramos, Rachel Echelberger², Courtney Davies, Lulu Braithwaite, Bianca Richardson, Ashley Howard, Kara Vincent, Rae Weisz, Brittany Markert, Sundai Love, Jennifer An³, Erin Wagner³                                          | Maui                    |
| 14    | 10 de março de 2010     | Krista White      | Raina Hein             | Gabrielle Kniery, Naduah Rugley, Ren Vokes, Simone Lewis, Tatianna Kern, Brenda Arens, Anslee Payne-Franklin, Alasia Ballard, Jessica Serfaty, Alexandra Underwood³, Angelea Preston³                                             | Auckland e Queenstown   |
| 15    | 8 de setembro de 2010   | Ann Ward          | Chelsey Hersley        | Anamaria Mirdita, Terra White², Sara Blackamore, Rhianna Atwood, Lexie Tomchek, Kacey Leggett, Kendal Brown, Esther Petrack, Liz Williams, Chris White, Kayla Ferrell³, Jane Randall³                                             | Veneza e Milão          |
| 16    | 23 de fevereiro de 2011 | Brittani Kline    | Molly O'Connell        | Angelia Alvarez, Ondrei Edwards¹, Nicole Lucas, Dominique Waldrup, Sara Longoria, Dalya Morrow, Monique Weignart, Mikaela Schipani, Jaclyn Poole, Kasia Pilewicz, Alexandria Everett, Hannah Jones                                | Marrakech               |
| 17    | 14 de setembro de 2011  | Lisa D'amato      | Allison Harvard        | Brittany Brower, Sheena Sakai, Isis King, Camille McDonald, Bre Scullark, Kayla Ferrell³, Bianca Golden³, Alexandria Everett, Shannon Stewart, Dominique Reighard, Laura Kirkpatrick, Angelea Preston¹                            | Creta e Santorini       |
| 18    | 29 de fevereiro de 2012 | Sophie Sumner     | Laura LaFrate          | Jasmia Robinson, Mariah Watchman, Louise Watts¹, Candace Smith, Ashley Brown, AzMarie Livingston, Kyle Gober, Seymone Cohen-Fobish, Catherine Thomas, Eboni Davis, Alisha White¹, Annaliese Dayes                                 | Toronto Macau Hong Kong |
| 19    | 24 de Agosto de 2012    | Laura James       | Kiara Belen            | Jessie Rabideau, Maria Tucker¹, Darian Ellis, Destiny Strudwick, Yvonne Powless, Allyssa Vuelma, Brittany Brown, Victoria Henley, Kristin Kagay, Nastasia Scott, Leila Goldkuhl                                                   | Ocho Rios e Montego Bay |
| 20    | 2 de agosto de 2013     | Jourdan Miller    | Marvin Cortes          | Bianca Alexa³, Chris Schellenger³, Chlea Ramirez, Mike Scocozza, Kanani Andaluz, Jiana Davis, Phil Sullivan, Alexandra Agro, Don Benjamin, Nina Burns³, Jeremy Rohmer³, Chris Hernandez³, Renee Bhagwandeen³, Cory Wade Hindorff² | Bali                    |
| 21    | 18 de agosto de 2014    | Keith Carlos      | Will Jardell           | Ivy Timlin, Romeo Tostado¹, Ben Schreen, Kari Calhoun, Matthew Smith, Denzel Wells, Mirjana Puhar, Raelia Lewis, Chantelle Young, Shei Phan, Lenox Tillman, Adam Smith                                                            | Seul                    |
| 22    | 5 de agosto de 2015     | Nyle Di Marco     | Mamé Adjei             | Delanie Dischert, Stefano Churchill, Ava Capra, Ashley Molina, Courtney DuPerow³, Bello Sanchez³, Justin Kim, Dustin McNeer, Hadassah Richardson, Devin LJ Clark, Michael Heverly³, Lacey Rogers³                                 | Las Vegas               |
| 23    | 12 de dezembro de 2016  | India Gants       | Tatiana Price          | Justine Biticon, Cherish Walters, Giah Hardeman, Krislian Rodriguez, Kyle McCoy, Binta Dibba, Marissa Hopkins, Paige Mobley, Tash Wells, Cody Wells, Courtney Nelson, Cory Anne Roberts                                           | Nenhum                  |
| 24    | 9 de janeiro de 2018    | Kyla Coleman      | Jeana Turner           | Maggie Keating, Ivana Thomas, Liz Woodbury¹, Rhiyan Carreker, Coura Fall, Liberty Netuschil, Christina McDonald, Sandra Shehab, Brendi K Seiner¹, Erin Green, Rio Summers, Shanice Carroll², Khrystyana Kazakova                  | Nenhum                  |

- ¹ Desistiram ou foram desqualificadas
- ² Eliminadas fora da banca de jurados
- ³ Eliminação dupla